# Mahe Drysdale
Alexander Mahe Owens (Mahé) Drysdale (Melbourne, 19 november 1978) is een Nieuw-Zeelands roeier. Hij werd meervoudig wereldkampioen en olympisch kampioen op het roeionderdeel skiff. Hij nam viermaal deel aan de Olympische Spelen en won hierbij in totaal drie medailles.

## Levensloop
Drysdale is in Australië geboren, maar groeide op in de Nieuw-Zeelandse stad Tauranga. Hij bezit zowel de Australische als de Nieuw-Zeelandse nationaliteit, maar komt bij internationale wedstrijden uit voor Nieuw-Zeeland. Hij begon in 1997 met roeien. Toen begon hij ook met zijn studie aan de Universiteit van Auckland. Daarvoor kwam hij al als junior uit bij internationale kano-polowedstrijden.
In 2002 maakte hij bij de wereldbekerwedstrijden in München zijn internationale debuut als roeier. Hij kwam uit op het onderdeel vier zonder stuurman en eindigde op een negende plaats overall. Op 25-jarige leeftijd nam hij op ditzelfde onderdeel deel bij de Olympische Zomerspelen 2004 in Athene en behaalde hier een vijfde plaats.
Na die spelen begon hij zich te specialiseren in het roeionderdeel skiff. In 2005 won hij de wereldtitel, ondanks het feit dat hij daarvoor in botsing kwam met een waterskiër en twee ruggenwervels brak. Op de Olympische Zomerspelen 2008 in Peking won hij een bronzen medaille. Met een tijd van 7.01,56 eindigde hij achter de Noor Olaf Tufte (goud; 6.59,83) en de Tsjech Ondřej Synek (zilver; 7.00,63). Vier jaar later haalde hij wel de hoogste eer in deze discipline. Met een tijd van 6.57,82 won hij olympisch goud. Hij prolongeerde op de Olympische Zomerspelen 2016 in Rio de Janeiro zijn olympische titel door met 6.41,34 nipt - op de duizendste seconde - voor de Kroaat Damir Martin (zilver; 6.41,34) te eindigen.
Van beroep is hij curator. Hij roeit bij West End Rowing Club in Avondale (Auckland).

## Titels
- Olympisch kampioen skiff - 2012, 2016
- Wereldkampioen skiff - 2005, 2006, 2007, 2009, 2011

## Palmares

### Skiff
- 2005:  Wereldbeker III - 6.47,19
- 2005:  WK - 7.16,42
- 2006:  Wereldbeker I - 6.39,12
- 2006:  Wereldbeker II - 6.47,80
- 2006:  WK - 6.35,40
- 2007: 4e Wereldbeker II - 6.44,95
- 2007:  Wereldbeker III - 6.45,65
- 2007:  WK - 6.45,67
- 2008:  Wereldbeker II - 6.49,20
- 2008:  Wereldbeker III - 6.58,09
- 2008:  OS - 7.01,56
- 2009:  Wereldbeker II - 7.00,45
- 2009:  Wereldbeker III - 6.50,64
- 2009:  WK - 6.33,35
- 2010:  Wereldbeker III - 6.58,18
- 2010:  WK - 6.49,42
- 2011:  Wereldbeker II - 6.55,02
- 2011:  Wereldbeker III - 7.19,08
- 2011:  WK - 6.39,56
- 2012:  Wereldbeker II - 6.45,06
- 2012:  OS - 6.57,82
- 2014:  -6:37.85
- 2015:  - 6:55.10
- 2016:  OS - 6.41,34

### Vier zonder stuurman
- 2002: 9e Wereldbeker III - 6.11,51
- 2003: 10e Wereldbeker III - 6.01,23
- 2003: 8e Wereldbeker III - 6.03,42
- 2004: 5e OS - 6.15,47

## Onderscheidingen
- Supreme award, Halberg awards - 2006
- Sportman van het jaar, Halberg awards - 2006
- Sportman van het jaar, Halberg awards - 2007
- University of Auckland Young Alumnus of the Year Award - 2007
- Sportsground.co.nz Sportsman of the Year award - 2008
- Sportman van het jaar, Halberg awards - 2009
- Leden van de Nieuw-Zeelandse Orde van Verdienste - januari 2009

1900: Hermann Barrelet ·
1904: Frank Greer ·
1908: Harry Blackstaffe ·
1912: William Kinnear ·
1920: John B. Kelly, Sr. ·
1924: Jack Beresford ·
1928: Henry Pearce ·
1932: Henry Pearce ·
1936: Gustav Schäfer ·
1948: Mervyn Wood ·
1952: Joeri Tjoekalov ·
1956: Vjatsjeslav Ivanov ·
1960: Vjatsjeslav Ivanov ·
1964: Vjatsjeslav Ivanov ·
1968: Jan Wienese ·
1972: Joeri Malysjev ·
1976: Pertti Karppinen ·
1980: Pertti Karppinen ·
1984: Pertti Karppinen ·
1988: Thomas Lange ·
1992: Thomas Lange ·
1996: Xeno Müller ·
2000: Robert Waddell ·
2004: Olaf Tufte ·
2008: Olaf Tufte ·
2012: Mahe Drysdale ·
2016: Mahe Drysdale ·
2020: Stefanos Douskos ·
2024: Oliver Zeidler